# Santiago González Iglesias
Santiago González Iglesias (Buenos Aires, 16 giugno 1988) è un rugbista a 15 argentino, che, dal 2020, gioca mediano di apertura nel San Diego Legion in MLR.

## Biografia
González Iglesias si formò rugbisticamente nell'Alumni, squadra alla quale è legata la carriera di buona parte della sua famiglia. Suo padre Eduardo giocò per vent'anni pilone nel club di Buenos Aires, aggiudicandosi pure il Torneo URBA nel 1991; anche i fratelli Manuel e Joaquín militarono nella stessa compagine della capitale argentina. Santiago trascorse sei anni, dal 2008 al 2014, nelle file dell'Alumni, conducendolo, come capitano, alla finale del Torneo URBA 2011 dove, però, fu sconfitto dal San Isidro. Nel 2010 fu convocato per disputare la Vodacom Cup nella selezione argentina dei Pampas XV, con la quale scese in campo anche nei cinque anni successivi aggiudicandosi, quindi, tutti i tornei vinti durante la sua esistenza e cioè una Vodacom Cup nel 2011 e due Pacific Rugby Cup nel 2014 e nel 2015. Fu ingaggiato, nel 2016, per disputare il Super Rugby con la neonata franchigia argentina dei Jaguares, squadra dove tutt'oggi ancora milita.
La sua prima presenza con l'Argentina risale al Campionato sudamericano di rugby 2009, dove disputò come titolare i due incontri decisivi per l'assegnazione del titolo contro Uruguay e Cile. Lo stesso anno militò nella Nazionale di rugby a 7 dell'Argentina durante i Giochi mondiali 2009. Nei successivi cinque anni scese in campo solo nelle edizioni 2011 e 2014 del Campionato Sudamericano per un totale di tre partite. Fu il 2014 l'anno in cui la sua carriera in nazionale conobbe un salto in avanti; dopo il trionfo nel Sudamericano, giocò, infatti, le amichevoli estive contro Irlanda e Scozia guadagnandosi così la partecipazione al The Rugby Championship 2014 e al tour di fine anno. Il suo percorso con i "Pumas" nel 2015 fu molto simile in quanto, dopo la vittoria del Sudamericano, prese parte al The Rugby Championship 2015 e poi alla Coppa del Mondo di rugby 2015, nella quale disputò tre incontri. Dopo il contributo al successo nel test match estivo contro la Francia durante il tour estivo dei transalpini, González Iglesias giocò tutte le partite del The Rugby Championship 2016, durante il quale consegnò la prima vittoria casalinga di sempre degli argentini contro il Sudafrica mettendo a segno un calcio di punizione allo scadere. Negli anni successivi, la sua presenza con la selezione nazionale fu costante, scese, infatti, in campo durante le edizioni 2017 e 2018 del The Rugby Championship, nei tour di fine anno 2016 e 2017 e in numerose amichevoli estive.
Nell'ottobre 2018 fu invitato nella selezione internazionale denominata World XV per giocare contro il Giappone.

## Palmarès
- Pacific Rugby Cup : 2
Pampas XV: 2014, 2015
- Campionati sudamericani: 4
Argentina : 2009, 2011, 2014, 2015